# Копотун Євгеній Володимирович
Євге́ній Володи́мирович Копоту́н (1995—2022) — військовий льотчик; майор. Учасник російсько-української війни.

## Життєпис
Народився 18 травня у 1995 році в місті Київ. З дитинства мешкав у Криму, де здобув середню освіту. Закінчив 3 роту 4 взвод Київського військового ліцею імені Івана Богуна в 2010 році. У 2013 році вступив до Харківського національного університету Повітряних сил України імені Івана Кожедуба — який закінчив 2017-го. Після закінчення проходив службу у 16 ОаАб м. Броди. Львівська область.
Був учасником АТО та ООС та миторотворчої місії в Конго. З початку російського вторгнення в Україну Євгеній разом з екіпажем здійснили 100
```
бойових вильотів знищили велику кількість та живої сили противника.
```

Загинув на Донеччині 13 липня 2022 році разом з екіпажем.
Указом Президента України 140/2022 від 16.03.2022  нагороджений Орден Данила Галицького. 
Указом Президента України 619/2022 від 31.08.2022 посмертно нагороджений орденом Богдана Хмельницького ІІІ ступеня.
Поховали в місті Броди на Львівщині. У Євгенія залишилася дружина та дворічна донечка.